# Kenichi Kuboya
Kenichi Kuboya, 久保谷 健一 (11 de març de 1972) és un golfista japonès. Kuboya guanyà quatre esdeveniments en el Japan Golf Tour entre 1997 i 2002, rebent dues victòries en cadascuna d'aquestes temporades.